# سرفر جباروف
سيرفر جيباروف ولد في 3 أكتوبر 1982، بدأ مسيرته الكروية مع نادي نافباهور نامانغان، وبعدها انتقل إلى نادي باختاكور ثم نادي سول ثم نادي الشباب السعودي قبل ان يعود إلى كوريا الجنوبية ويمثل نادي سيونغنام ثم سوون سامسونغ بلووينغز قبل العودة إلى أوزبكستان.
و قد بدأ باللعب مع منتخب أوزباكستان لكرة القدم في عام 2002.
ويعتبر جيباروف «مهندس خط الوسط» للمنتخب الأوزباكستاني وخبرته الدولية مع منتخبه منذ عام 2002م أهلته لأن يكون محط أنظار الأندية للظفر بخدماته، إذ يتميز جيباروف بدقة التسديد وبخاصة ضربات الجزاء، ويعتبر جيباروف من أميز لاعبي القارة الصفراء بقدرته علي رؤية الملعب والقيادة وضبط إيقاع اللعب، وتوزيع الهجمات والتمريرات للمهاجمين، ويشير إليه خبراء الكرة في آسيا باعتباره أفضل صانع ألعاب في القارة.

## إنجـازاته
- هداف الدوري الأوزبكي بـ 19 هدف سـنة 2008، وفي نفس السنة أحرز مع ناديه الدوري والكأس.
- حاز على جائزة أفضل لاعب في آسيا في عام 2008 و 2011.[1]

## روابط خارجية
- سرفر جباروف على موقع الاتحاد الدولي (مؤرشف)  (الإنجليزية)
- سرفر جباروف على موقع دوري كوريا الجنوبية (الإنجليزية)
- سرفر جباروف على موقع قاعدة بيانات كرة القدم.إي يو (الإنجليزية)
- سرفر جباروف على موقع ناشيونال فوتبول تيمز (الإنجليزية)
- سرفر جباروف على موقع Soccerway.com (الإنجليزية)
- سرفر جباروف على موقع عالم كرة القدم.نت (الإنجليزية)